# Кристиан Лудвиг Казимир фон Зайн-Витгенщайн-Берлебург-Лудвигсбург
Кристиан Лудвиг Казимир фон Зайн-Витгенщайн-Берлебург-Лудвигсбург (на немски: Christian Ludwig Casimir von Sayn und Wittgenstein-Ludwigsburg; * 13 юли 1725, Лудвигсбург или Берлебург; † 6 май 1797, Реда) е граф на Зайн-Витгенщайн-Берлебург в Лудвигсбург.

## Биография
Той е най-големият син на граф Лудвиг Франц фон Зайн-Витгенщайн-Берлебург-Лудвигсбург (1694 – 1750) и съпругата му графиня Хелена Емилия фон Золмс-Барут (1700 – 1750), дъщеря на граф Йохан Кристиан I фон Золмс-Барут в Кличдорф (1670 – 1726) и Хелена Констанция, графиня Хенкел фон Донерсмарк (1677 – 1763). Внук е на граф Лудвиг Франц фон Зайн-Витгенщайн-Берлебург (1660 – 1694).
Той е германски офицер, изпратен в комисия при руския цар Петър III, и влиза в руската имперска войска през 1762 г., става лейтенант генерал. През 1769 г. участва като командир в турската война и напуска войската през 1770 г.

## Фамилия
Първи брак: на 13 юли 1763 г. в Данциг с графиня Амалия Лудовика Финк фон Финкенщайн (* 3 февруари 1740, Райхертсвалде; † 15 декември 1771, Переяслав-Хмелницкий, Киевска област), дъщеря на граф Елиас Ернст Финк фон Финкенщайн († 1784) и Мария Луиза фон Райхау (1701 – 1758). Те имат седем деца:
- Паул Лудвиг Карл (25 май 1764 – 18 септември 1790 в Яси)
- Каролина Поликсена Фридерика (31 юли 1765 – 7 юни 1766)
- Фердинанд (1766 – 10 декември 1771)
- Лудвиг Адолф Петер (6 януари 1769, Негине/Киев - 11 юни 1843, Лемберг), 1. княз на Зайн-Витгенщайн (1 май 1834, Берлин), генерал-фелдмаршал на руската войска, женен на 27 юни 1798 г. Полоцк за Антония Станиславовна контеса Снарска (23 март 1774, Полоцк – 27 юли 1856, Каменка)
- Георг Лудвиг Александер (22 септември 1770 – 1774)
- Каролина Луиза (3 декември 1771 – 1779)
- Амалия Луиза (3 декември 1771, Переяслав близо до Полтава – 1/2 февруари 1853, Потсдам), омъжена на 15 юни 1790 г. за Доротеус Лудвиг Кристоф фон Келер (19 февруари 1757, Щедтен – 22 ноември 1827, Щедтен)

Втори брак: на 14 февруари 1774 г. с принцеса Анна Петровна принцеса Долгоруки (* 1742; † 8 юли 1789), вдовица на Андрей Александрович Бистуев-Рюмин, дъщеря на Петр Сергеевич княз Долгоруков (1726 – 1769) и София Петровна Апостолова. Те нямат деца.